# دکتر باباصاحب آمبدکار (فیلم)
دکتر باباصاحب آمبدکار (به هندی: Dr. Babasaheb Ambedkar) فیلمی محصول سال ۲۰۰۰ و به کارگردانی جبار پاتل است. در این فیلم بازیگرانی همچون مموتی، سونالی کولکارنی، موهان گوخال، مرینال کولکارنی، آنجان سیرواستاو، نوازالدین صدیقی، سوشانت سینگ ایفای نقش کرده‌اند.
این فیلم داستان زندگی بهیمراو رامجی آمبدکار است.